# Centro Extremeño de Investigación, Innovación Tecnológica y Supercomputación
CénitS es el Centro Extremeño de iNvestigación, Innovación Tecnológica y Supercomputación, un centro tecnológico público ubicado en la ciudad de Cáceres (Extremadura, España), cuyo objeto es fomentar, difundir y prestar servicios de cálculo intensivo y comunicaciones avanzadas. Fue creado en el año 2009 por la Fundación pública COMPUTAEX, encargada de su explotación y gestión, y constituida a su vez por la Junta de Extremadura.
Actualmente CénitS cuenta con dos supercomputadores, LUSITANIA y LUSITANIA II, empleados en el desarrollo de proyectos de ámbitos muy diversos y heterogéneos. Ambos prestan servicios de cálculo intensivo y comunicaciones avanzadas a la comunidad investigadora, empresas, instituciones y centros tecnológicos de Extremadura. En el año 2015, la incorporación de LUSITANIA II, incrementó de forma destacable los recursos de cómputo ofrecidos por la Fundación COMPUTAEX, alcanzando una capacidad de cálculo de 25,05 Teraflops, y aumentando así la potencia disponible hasta ese momento.
En abril de 2014, CénitS, se incorporó a la Red Española de Supercomputación, una infraestructura distribuida reconocida como ICTS (Infraestructura Científica y Técnica Singular) que conecta los principales supercomputadores de España, con el objetivo de impulsar el avance de la ciencia y la innovación, ofreciendo sus recursos mediante un sistema de acceso abierto, común y competitivo. 
Entre sus actividades destacan los convenios firmados con diferentes organismos y entidades, entre los que destacan los firmados con: la Universidad de Extremadura, el Centro de Supercomputación de Galicia (CESGA), la Fundación del Centro de Supercomputación de Castilla y León (SCAYLE), la Fundación para la Formación en Investigación de los Profesionales de la Salud de Extremadura (FUNDESALUD Archivado el 26 de febrero de 2014 en Wayback Machine.), el Instituto Tecnológico de Rocas Ornamentales y Materiales de Construcción (INTROMAC), y la empresa especializada en paralelización automática Appentra.

## Servicios
CénitS ofrece su infraestructura, sus recursos y apoyo técnico para acometer proyectos donde se requiera:
- Elevada capacidad de cómputo mediante sistemas de memoria compartida y distribuida de altas prestaciones.
- Servicios de Big Data.
- Servicios de Cloud Computing.
- Virtualización de sistemas.
- Almacenamiento masivo de alta disponibilidad.
- Conexiones de alta velocidad con acceso a las principales redes tecnológicas.
- Seguridad de datos y aplicaciones críticas.
- Configuración de infraestructuras y servicios: 
  - Definición de requerimientos, diseño e implementación.
  - Definición de parámetros de calidad (QoS, ancho de banda, tolerancia a fallos, etc.).
  - Definición e implementación de políticas de seguridad: 
    - Análisis de vulnerabilidad.
    - Definición de reglas de firewall.
- Consultoría y Asesoramiento:
  - Oficina técnica de proyectos.
  - Paralelización de código.
  - Simulación y emulación.
  - Optimización.
- Formación.
- Cooperación y convenios.
- Apoyo a la investigación, desarrollo e innovación tecnológica.[14]

Además de la prestación de servicios a investigadores e innovadores, el equipo de ingenieros de CénitS ha participado en más de 40 proyectos de investigación, financiados en convocatorias públicas competitivas regionales, nacionales e internacionales.

## Proyectos y resultados de investigación
Desde su creación, la infraestructura de CénitS ha dado soporte a más de 100 proyectos de I+D+i, enmarcados en tres grandes líneas: Ciencias de la Tierra, Ciencias de la Vida y Ciencias Informáticas y de Comunicaciones, recibiendo varios reconocimientos nacionales e internacionales. Así, en los últimos años han dado soporte a líneas de investigación muy heterogéneas, que aportan soluciones en ámbitos tan diversos como los siguientes: agricultura y ganadería de precisión; eficiencia energética; impacto medioambiental; predicción climática; secuenciación genética y biomedicina; virtualización de puestos de trabajo; química computacional; observatorio del sector TIC en Extremadura; monitorización y telemetría para infraestructuras inteligentes, predictibilidad de flujos de tráfico en ciudades inteligentes, simulaciones electromagnéticas, procesamiento de imágenes y animación 3D.
De este modo, multitud de investigaciones se han visto beneficiadas por la utilización de los Supercomputadores LUSITANIA y LUSITANIA II, habiendo publicado sus resultados en numerosas publicaciones de impacto de ámbito internacional.

## Jornadas CénitS
Desde el año 2009, CénitS ha organizado varias jornadas de supercomputación. Dichas jornadas, han estado dirigidas a empresas, centros tecnológicos, estudiantes, investigadores e innovadores, contando con ponencias de expertos de reconocido prestigio nacional e internacional, así como con la presencia de autoridades políticas del ámbito autonómico y local. Se muestran a continuación las jornadas desarrolladas desde la creación del centro en el año 2009:
- 8.ª jornada CénitS - Talento y Vocaciones en el Sector TIC (15 de diciembre de 2016).[71][72][73]
- 7.ª jornada CénitS - TIC: La Importancia de un Sector Troncal y Transversal (14 de diciembre de 2014).[74][75][76]
- 6ª Jornadas CénitS - Ciencia, Tecnología, Innovación y Emprendimiento (12 y 13 de diciembre de 2013).[77][78][79][80]
- V Jornadas de Supercomputación y Avances en Tecnología (19 y 20 de noviembre de 2012).[81][82][83][84][85][86]
- IV Jornada de Supercomputación: Potencialidades al alcance de la Investigación, la Ciencia y la Innovación (15 de noviembre de 2010).[87]
- III Jornada CénitS: La Supercomputación al Servicio de Investigadores e Innovadores como Oportunidad para el Sector Productivo (27 de abril de 2010).[88][89][90][91]
- II Jornada CénitS: Computación de Elevadas Prestaciones: Infraestructuras, Casos de Éxito y Aplicaciones Prácticas (20 de noviembre de 2009).[92]
- I Jornada CénitS: Computación de Elevadas Prestaciones: Infraestructuras, Casos de Éxito y Aplicaciones Prácticas (19 de noviembre de 2009).[93]

## Formación
Entre los objetivos de CénitS se sitúa también el de ofrecer formación sobre nuevas tecnológicas. Entre las acciones formativas ofrecidas destacan las siguientes:
- Curso Big Data y Supercomputación: Transformando datos en conocimiento. (Cáceres, 12 al 20 de diciembre de 2016).[94][95][96]
- Curso Big Data y Supercomputación: Transformando datos en conocimiento. (Mérida, 8 al 14 de junio de 2017).[97][98][99]

Además, desde el año 2011, ingenieros y doctores de CénitS, imparten docencia en asignaturas de los másteres TIC ofrecidos por la Universidad de Extremadura. De igual modo, desde el año 2015, colaboran en el curso de "Derecho Tecnológico e Informática Forense" organizado también por la Universidad de Extremadura.

## Becas
En base al convenio firmado entre la Universidad de Extremadura y la Fundación COMPUTAEX, el centro CénitS ha ofrecido 21 becas desde el año 2011, todas relacionadas con las tecnologías de la información y la comunicación, procedentes de la Escuela Politécnica de Cáceres y el Centro Universitario de Mérida.